# 千曲川展望公園
千曲川展望公園（ちくまがわてんぼうこうえん）は、長野県千曲市大字八幡にある公園。

## 地理・歴史
JR篠ノ井線・姨捨駅の南西約300メートル、国道403号沿いに位置する。面積約580平方メートルで、長野県が管理している（千曲建設事務所）。1988年（昭和63年）から1989年（平成元年）にかけて河川公園とともに整備が行われた。
公園の標高は649メートルで、姨捨駅（548メートル）や長野自動車道・姨捨サービスエリア（上り592メートル、下り615メートル）よりも一段高い場所にある。長野盆地を一望することができ、夜景も美しい。花火大会の開催日は地元の人々が集まる場所として知られる。
　しかし高速道路西側に植林された木々の生育が進み展望台正面の視界を遮るようになって久しい。展望台から30ｍ程松本方面に離れた道路脇からなら良い眺望に臨める。